# Vũng Rô
Vũng Rô là một vũng biển thuộc xã Hòa Xuân Nam, tỉnh Đắk Lắk.

## Địa lý
Vũng Rô là một vũng vịnh thuộc thôn Vũng Rô, xã Xuân Hòa Nam, tỉnh Đắk Lắk. Vịnh nằm ngay sát rìa dãy núi Đèo Cả. Vũng Rô nằm tiếp giáp với biển Đại Lãnh thuộc Vịnh Vân Phong, tỉnh Khánh Hòa. Vịnh Vũng Rô có diện tích 16,4 km² mặt nước, được 3 dãy núi cao che chắn là Đèo Cả, Đá Bia và Hòn Bà từ 3 phía Bắc, Đông và Tây. Phía Nam vịnh là đảo Hòn Nưa cao 105 m như 1 pháo đảo canh gác, trên đảo có ngọn hải đăng lớn. Vịnh là ranh giới tự nhiên trên biển giữa tỉnh Đắk Lắk với tỉnh Khánh Hòa.
Ven bờ biển Vũng Rô có nhiều bãi cát vừa và nhỏ. Theo địa chí Phú Yên, Vũng Rô có 12 bãi nhỏ gồm: Bãi Lách, bãi Mù U, bãi Ngài, bãi Chùa, bãi Chân Trâu, bãi Hồ, bãi Hàng, bãi Nhỏ, bãi Chính, bãi Bàng, bãi Lau, bãi Nhãn. Một số bãi đẹp như: Bãi Chùa, Bãi Bàng, Bãi Lau,... Trong lòng vịnh có nhiều loại tôm cá trú ngụ. Dưới đáy biển còn có nhiều loại san hô rất đẹp và độc đáo.

## Huyền thoại đường Hồ Chí Minh trên biển
Vũng Rô xưa kia là 1 địa chỉ tiếp nhận vũ khí bí mật từ miền Bắc chuyển vào qua những chuyến tàu không số lịch sử. Từ năm 1964 đến năm 1965, Vũng Rô đã tiếp nhận 4 chuyến tàu cập bến an toàn, đưa được hàng ngàn tấn vũ khí đạn dược chi viện cho chiến trường Nam Trung Bộ và Tây Nguyên. Vũng Rô đã được Nhà nước Cộng hòa Xã hội chủ nghĩa Việt Nam công nhận là Di tích Lịch sử Văn hóa cấp quốc gia năm 1997.

## Kinh tế
Vũng Rô là một trong ba địa điểm có điều kiện tự nhiên tốt nhất tại Việt Nam để xây dựng cảng biển lớn (hai địa điểm còn lại là Cam Ranh và Vân Phong). Hơn nữa việc nằm cạnh cảng trung chuyển container quốc tế Vân Phong tạo cho Vũng Rô lợi thế rất lớn cho các hoạt động xuất nhập khẩu hàng hóa, giao lưu với thế giới. Nhằm khai thác lợi thế cảng Vũng Rô, khu kinh tế Nam Phú Yên đã được thành lập.

## Giao thông
Hiện đã có đường nối từ Tuy Hòa vào Vũng Rô. Đường Phước Tân- Bãi Nga chạy dọc ven biển qua nhiều thắng cảnh như Mũi Điện, Bãi Môn tạo nhiều thuận lợi để phát triển kinh tế xã hội.

## Hình ảnh
Dưới đây là một số hình ảnh của vịnh Vũng Rô:

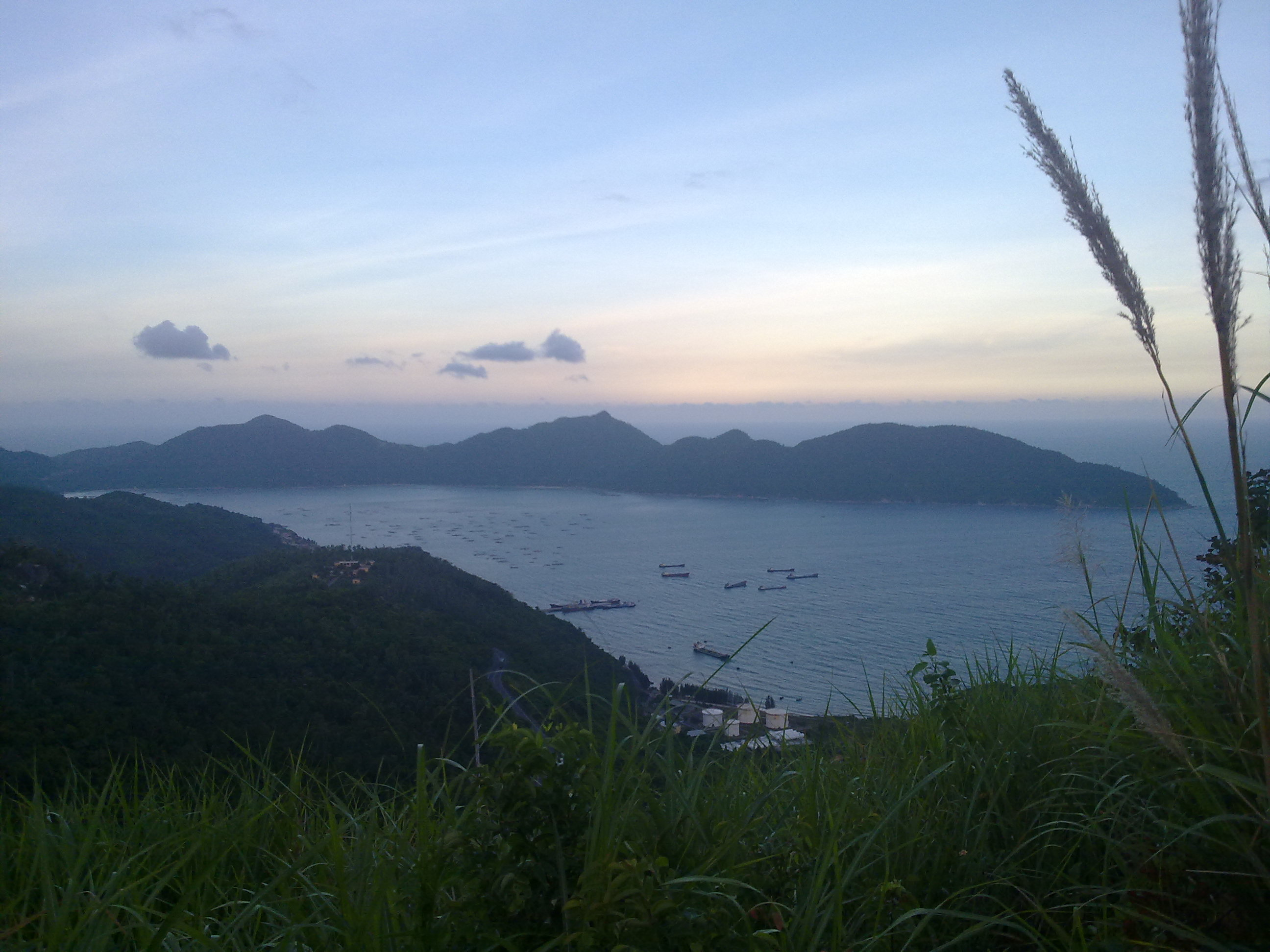
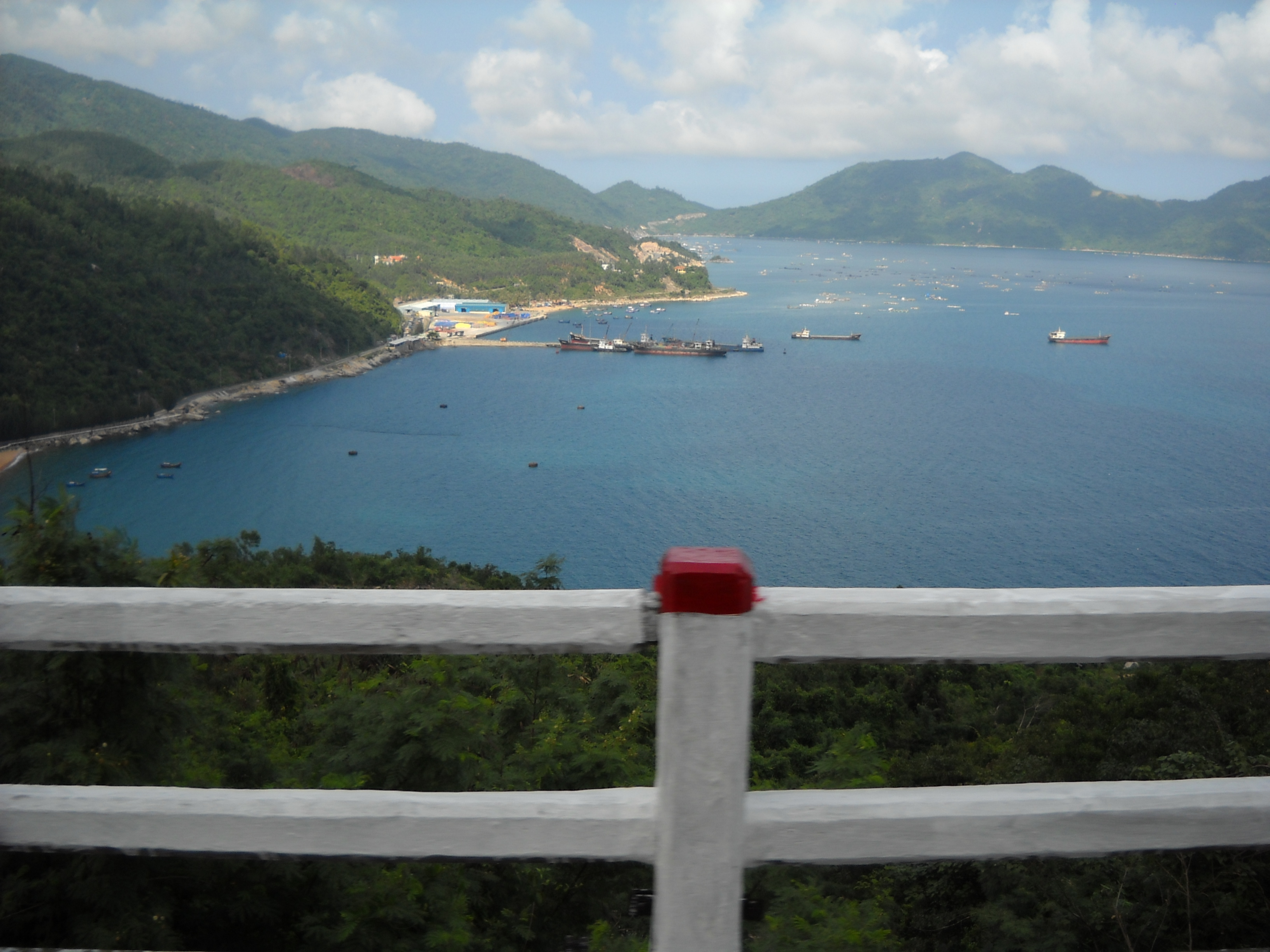
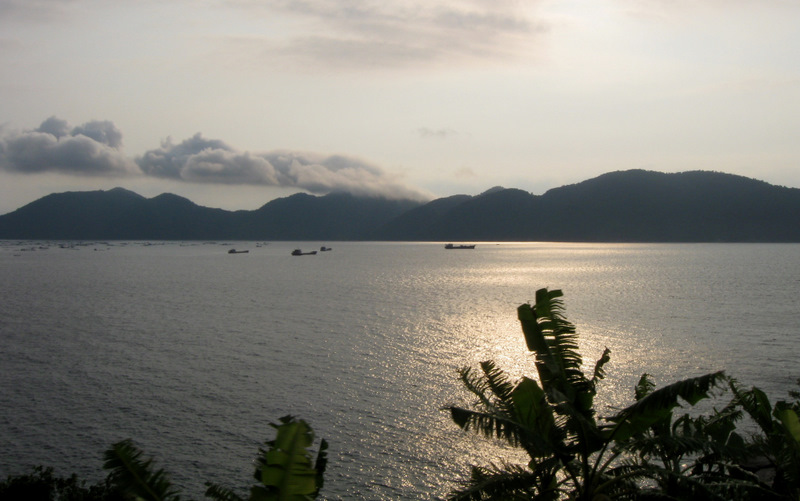
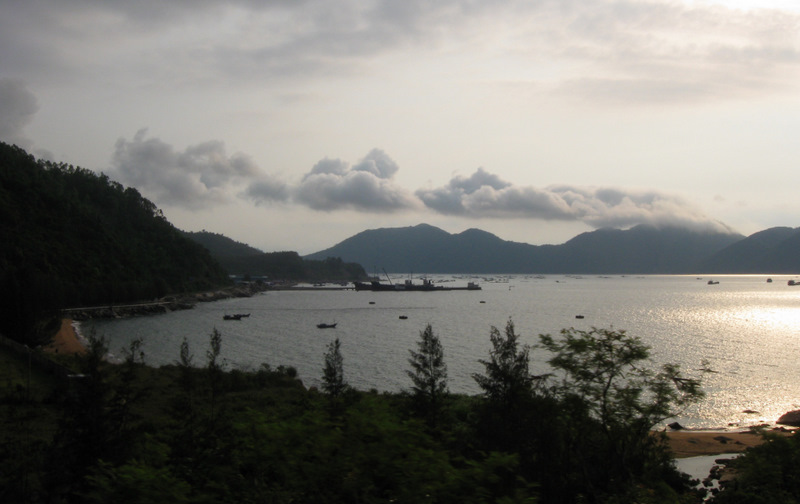
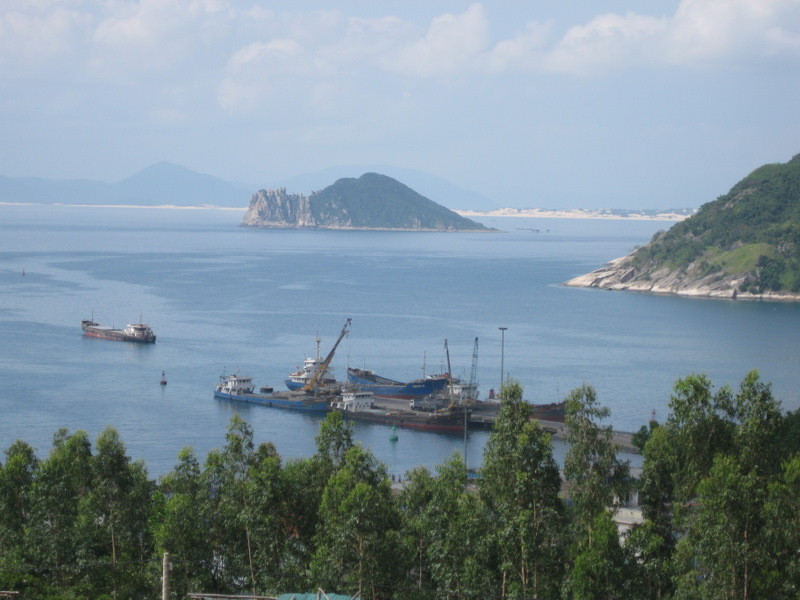